# Korosh Mirhosseini
Korosh Mirhosseini, född 1971 i Teheran, Iran, är en iransk-svensk kortfilmare.
Mirhosseini kom till Sverige 1987. Han studerade på skådespelarlinjen på Katrinebergs folkhögskola. Han tilldelades 1997 års guldhätta, ett pris som Film i Väst delar ut till unga, lovande filmare. År 2003 vann hans film Den andra sidan Svenska filminstitutets nyinstiftade novellfilmspris.

## Regi i urval
- 1997 – Soulscapes
- 1998 – Lifterskan
- 2003 – Den andra sidan

## Filmografi roller
- 1993 – En dag på stranden
- 1997 – Hammarkullen (TV-serie)
- 2016 – Yarden